# Fred Weinmann
Fred Weinmann (* 31. Januar 1908 in Fischbach bei Dahn; † 24. Mai 1991 in Kaiserslautern) war ein deutscher Lehrer, Volkskundler und Heimatforscher.

## Leben
Nach seiner ersten Anstellung 1929 als Lehrer in Frankenthal wurde er 1935 nach Kaiserslautern versetzt. 1940 studierte er am Berufspädagogischen Institut in München und nahm 1945 seine Tätigkeit als Studienrat an der Meisterschule für Handwerker in Kaiserslautern auf, wo er später auch Oberstudienrat wurde, daneben war er auch Dozent an der Werkkunstschule.
Nebenberuflich bereicherte er die pfälzische Volkskunde mit vielen Fachartikeln und Vorträgen und war Mitarbeiter des Pfalzatlas.

## Publikationen
- Religiöse Flurdenkmale I – Der Bildstock. In: Pfalzatlas Textband I. Speyer 1964
- Religiöse Flurdenkmale II – Das Steinkreuz. in: Pfalzatlas, Textband I, Speyer 1964
- Am Wege steht ein heilig Bild. Alte Bildstöcke unserer Heimat. Pilger-Verlag, Speyer 1966
- Vergessen steht ein Kreuz am Weg ... Zeugnisse des Glaubens und Aberglaubens, der Rechtsprechung und Sühne. Pfälzische Heimatblätter Jg. 14 1966
- Steinkreuze und Bildstöcke in der Pfalz (= Mitteilungsblätter der Deutschen Steinkreuzforschung. Jg. 29, Heft 9). Nürnberg 1973
- Kultmale unserer Heimat, Artikelserie. Pilger-Verlag, Speyer 1973
- Kapellen im Bistum Speyer. Pilger-Verlag, Speyer 1975.
- Kultmale der Pfalz. Pilger-Verlag, Speyer 1975
- Kreuze zur Abwehr von Not. In: Pfalzatlas. Textband I. Speyer 1981
- Hausfiguren in der Pfalz. Institut für pfälzische Geschichte und Volkskunde (Beiträge zur pfälzischen Volkskunde, Bd. 4) 1984, ISBN 3-927754-00-5
- Der pfälzische Fachwerkbau. Fachwerk und Fachwerkbauten in der Pfalz. Historischer Verein Bezirksgruppe Neustadt 1990